# Roslas
Roslas ist ein Gemeindeteil der Gemeinde Speichersdorf im Landkreis Bayreuth (Oberfranken, Bayern). Die Gemarkung Roslas hat eine Fläche von 1,278 km². Sie ist in 90 Flurstücke aufgeteilt, die eine durchschnittliche Fläche von 14204,05 m² haben.

## Lage
Der Weiler liegt auf freier Flur am Flernitzbach, einem rechten Zufluss der Haidenaab. Die Kreisstraße BT 18 führt zur Bundesstraße 22 bei Lettenhof (1,6 km nördlich) bzw. nach Guttenthau (1,3 km südlich). Eine Gemeindeverbindungsstraße führt nach Wirbenz zur B 22 (2 km nordöstlich).

## Geschichte
Der Ort wurde im Herzoglichen Urbar von 1285 als „Rozlavs“ erstmals urkundlich erwähnt. Das Hochgericht stand dem Kurfürstlichen Landrichteramt Waldeck-Kemnath zu. Die Dorf- und Gemeindeherrschaft sowie die Grundherrschaft über die Anwesen hatte das Kastenamt Kemnath (3. Viertel: Oberndorfer Gezirk). 1792 gab es in Roslau sieben Untertanen auf fünf Anwesen (5 je 1⁄2 Hoffuß) und einem Hirtenhäusel.
Mit dem Gemeindeedikt wurde Roslas dem 1808 gebildeten Steuerdistrikt Haidenaab und der wenig später gebildeten Ruralgemeinde Haidenaab zugewiesen. 1946 wurde Roslas nach Mockersdorf umgemeindet. Im Zuge der Gebietsreform in Bayern wurde Roslas am 1. Juli 1972 nach Speichersdorf eingemeindet.

## Baudenkmäler
In Roslas gibt es drei Baudenkmale:
- Die Ortskapelle (Roslas 1) ist ein neubarocker Walmdachbau aus dem Jahr 1953 mit Dachreiter und Zwiebelhaube.[12]
- Das Kruzifix (Roslas 1) aus Gusseisen befindet sich auf einem Granitsockel. Es ist bezeichnet „1874“.[12]
- Das Kruzifix (Roslas 13) aus Gusseisen steht auf einem reliefiertem Granitsockel. Es ist bezeichnet „1886“.[12]

## Söhne und Töchter des Ortes
- Christof Nickl (1886–1967), Landwirt und Politiker (CSU), gehörte von 1949 bis 1953 dem Deutschen Bundestag an.